# أندي جنكينز
أندي جنكينز (بالإنجليزية: Andy Jenkins)‏ (و. 1971  م) هو لاعب دارت إنجليزي، ولد في بورتسموث.

## روابط خارجية
- أندي جنكينز على موقع DartsDatabase.co.uk (الإنجليزية)